# 二宮慶多
二宮慶多（2006年8月13日—）是日本的童星。出生于愛媛縣，Tristone Entertainment旗下藝人。

## 影視作品

### 電視
- Friend-Ship Project（日语：Friend-Ship Project）（2012年3月31日）：飾 溝口（童年）
- 半澤直樹（2013年）：飾 半澤隆博
- BORDER：警視廳搜查一課殺人犯搜查第四係 大結局（2014年6月5日）：飾 天川弘志
- 鋼鐵大媽（日语：アイアングランマ）（2015年1月10日 - 2月14日）：飾 佐藤裕太
- 武士老師（2015年10月）：飾 坪內陸
- 希望之丘的人們（日语：希望ヶ丘の人びと#テレビドラマ）（2016年7月）：飾 田島亮太
- 童話法庭（日语：昔話法廷）（2017年）：飾 漢塞爾
- 紅鬍子（2017年）：飾 長次
- 家里蹲老师（日语：ひきこもり先生）（2021年）：飾 伊藤和斗

### 電影
- 國王與我 (日本電影)（日语：王様とボク）（2012年）：飾 モリオ（童年）
- 誰調換了我的父親（2013年）：飾 野野宮慶多
- 想要擁抱你（日语：抱きしめたい (2014年の映画)）（2014年）：飾 木下的兒子
- 戀愛魔法奇蹟（日语：MIRACLE デビクロくんの恋と魔法）（2014年）：飾 山本光（童年）
- 再見了，蛋糕和不可思議的燈（日语：さよならケーキとふしぎなランプ）（2014年）：飾 此野岸聡
- 群青色之路（日语：群青色の、とおり道）（2015年）：飾 今井浩太
- 八重子的低音（日语：八重子のハミング）（2017年）：飾 石崎誠一郎
- 旅猫日记（日语：旅猫リポート）（2018年）：飾 澤田幸介
- 爸媽死了，我卻不想哭（2019年）：飾 高見光